# جایزه ولف در ریاضیات
جایزه ولف در ریاضی از ۱۹۷۸ تقریباً هرساله در اسرائیل اعطا می‌شود. وبسایت بنیاد ولف جایزه را سالانه می‌خواند ولی برخی جایزه‌ها در بعضی سالها داده نشده و در بعضی سالها تقسیم شده‌است تا پیش از ایجاد جایزه آبل این جایزه نزدیکترین معادل جایزه نوبل در ریاضی بود زیرا جایزه پرافتخارتر مدال فیلدز تنها هر ۴ سال یک بار به ریاضیدانان زیر ۴۰ سال داده می‌شود.

## برندگان
| سال    | نام                   | ملیت                                               | منبع |
| ------ | --------------------- | -------------------------------------------------- | --- |
| ۱۹۷۸   | ایزرائیل گلفاند       | اتحاد جماهیر شوروی                                 | به خاطرِ کارِ وی در آنالیز تابعی و نظریه نمایش ِ گروه‌ها، و سهمِ اساسیِ وِی در توسعهٔ بسیاری حوزه‌های ریاضیّات. |
| ۱۹۷۸   | کارل لودویگ زیگل      | آلمان                                              | برای کارهای وِی در مکانیکِ سماوی، نظریّهٔ اعداد، و آنالیز چند متغیّره مختلط. |
| ۱۹۷۹   | ژان لِرِه               | فرانسه                                             | به خاطرِ کارِ وی در توسعهٔ روش‌های توپولوژیک در حلّ معادلات دیفرانسیل پاره‌ای. |
| ۱۹۷۹   | آندره وِی              | فرانسه                                             | برای معرّفی روش‌های هندسه جبری در نظریّهٔ اعداد. |
| ۱۹۸۰   | هانری کارتان          | فرانسه                                             | به خاطرِ پیش‌گامیِ وی در توپولوژیِ جبری، آنالیز چند متغیّره مختلط، جبر همولوژی، و ره‌بریِ یک نسل از ریاضی‌دان‌ها. |
| ۱۹۸۰   | آندری کولموگوروف      | اتحاد جماهیر شوروی                                 | برای اکتشافات عمیق و اصلی در آنالیز فوریه، نظریه احتمالات، نظریه ارگودیک و سیستمِ دینامیک. |
| ۱۹۸۱   | لارس آلفورس           | فنلاند                                             | برای اکتشافات اصلی و ایجاد روشهای جدید قدرتمند در نظریه عملکرد هندسی. |
| ۱۹۸۱   | اُسکار زاریسکی         | بلاروس · ایالات متحده آمریکا                       | خالق رویکرد مدرن به هندسه جبری، با همجوشی آن با جبر جابجایی. |
| ۱۹۸۲   | هاسْلِر ویتنی           | ایالات متحده آمریکا                                | به خاطر کار اساسی او در توپولوژی جبری، هندسه دیفرانسیل و توپولوژی دیفرانسیل. |
| ۱۹۸۲   | مارک کرِین             | اتحاد جماهیر شوروی                                 | for his fundamental contributions to آنالیز تابعی and its applications. |
| ۱۹۸۳/۴ | شیینگ-شن چرن          | ایالات متحده آمریکا                                | for outstanding contributions to global هندسه دیفرانسیل، which have profoundly influenced all mathematics. |
| ۱۹۸۳/۴ | پل اردوش              | مجارستان                                           | for his numerous contributions to نظریه اعداد، ترکیبیات، احتمالات، نظریه مجموعه‌ها and آنالیز ریاضی، and for personally stimulating mathematicians the world over.                                                             |
| ۱۹۸۴/۵ | کونیهیکو کودایرا      | ژاپن                                               | for his outstanding contributions to the study of complex manifolds and واریته جبری. |
| ۱۹۸۴/۵ | هانس لِوی              | آلمان · ایالات متحده آمریکا                        | for initiating many, now classic and essential, developments in معادله دیفرانسیل با مشتقات جزئی. |
| ۱۹۸۶   | ساموئل آیلنبرگ        | لهستان، · ایالات متحده آمریکا                      | for his fundamental work in توپولوژی جبری and جبر همولوژی. |
| ۱۹۸۶   | اتله سلبرگ            | نروژ                                               | for his profound and original work on نظریه اعداد and on discrete groups and automorphic forms. |
| ۱۹۸۷   | کیوشی ایتو            | ژاپن                                               | for his fundamental contributions to pure and applied نظریه احتمالات، especially the creation of the حسابان تصادفی. |
| ۱۹۸۷   | پیتر لاکس             | مجارستان · ایالات متحده آمریکا                     | for his outstanding contributions to many areas of آنالیز ریاضی and ریاضیات کاربردی. |
| ۱۹۸۸   | فریدریش هیرتسِبروخ     | آلمان                                              | for outstanding work combining توپولوژی، هندسه جبری and هندسه دیفرانسیل، and نظریه جبری اعداد; and for his stimulation of mathematical cooperation and research.                                                              |
| ۱۹۸۸   | لارس هُرماندِر          | سوئد                                               | for fundamental work in modern analysis, in particular, the application of pseudo-differential operators and Fourier integral operators to linear معادله دیفرانسیل با مشتقات جزئی.                                            |
| ۱۹۸۹   | آلبرتو کالدرون        | آرژانتین                                           | for his groundbreaking work on singular integral operators and their application to important problems in معادله دیفرانسیل با مشتقات جزئی.                                                                                    |
| ۱۹۸۹   | جان میلنور            | ایالات متحده آمریکا                                | for ingenious and highly original discoveries in هندسه، which have opened important new vistas in توپولوژی from the algebraic, هندسه گسسته، and differentiable viewpoint.                                                     |
| ۱۹۹۰   | اِنیو دِ جُرجی           | ایتالیا                                            | for his innovating ideas and fundamental achievements in معادله دیفرانسیل با مشتقات جزئی and حساب تغییرات. |
| ۱۹۹۰   | ایلیا پیاتِتسکی-شاپیرو | اتحاد جماهیر شوروی · اسرائیل · ایالات متحده آمریکا | for his fundamental contributions in the fields of homogeneous complex domains, discrete groups, نظریه نمایش and automorphic forms.                                                                                           |
| ۱۹۹۱   | جایزه‌ای داده نشد      | جایزه‌ای داده نشد                                   | |
| ۱۹۹۲   | لِنارت کارلِسُن          | سوئد                                               | for his fundamental contributions to آنالیز فوریه، آنالیز مختلط، quasi-conformal mappings and سامانه پویا. |
| ۱۹۹۲   | جان تامپسون           | ایالات متحده آمریکا                                | for his profound contributions to all aspects of گروه متناهی and connections with other branches of mathematics. |
| ۱۹۹۳   | میخائیل گرُمُف          | روسیه · فرانسه                                     | for his revolutionary contributions to global Riemannian and هندسه سیمپلکتیک، توپولوژی جبری، geometric group theory and the theory of معادله دیفرانسیل با مشتقات جزئی;                                                        |
| ۱۹۹۳   | ژاک تیتس              | بلژیک · فرانسه                                     | for his pioneering and fundamental contributions to the theory of the structure of algebraic and other classes of groups and in particular for the theory of buildings.                                                       |
| ۱۹۹۴/۵ | یورگن موزر            | آلمان · ایالات متحده آمریکا                        | for his fundamental work on stability in مکانیک هامیلتونی and his profound and influential contributions to nonlinear معادله دیفرانسیل.                                                                                       |
| ۱۹۹۵/۶ | رابرت لَنگلَندز         | کانادا                                             | for his path-blazing work and extraordinary insight in the fields of نظریه اعداد، automorphic forms and نمایش گروه. |
| ۱۹۹۵/۶ | اندرو وایلز           | بریتانیا                                           | for spectacular contributions to نظریه اعداد and related fields, major advances on fundamental conjectures, and for settling قضیه آخر فرما.                                                                                   |
| ۱۹۹۶/۷ | ژوزف کلر              | ایالات متحده آمریکا                                | for his profound and innovative contributions, in particular to تابش الکترومغناطیسی، نورشناسی، and acoustic انتشار موج and to مکانیک سیالات، مکانیک جامدات، مکانیک کوانتومی and مکانیک آماری.                                 |
| ۱۹۹۶/۷ | یعکوو گ. سینایی       | اتحاد جماهیر شوروی · روسیه · ایالات متحده آمریکا   | for his fundamental contributions to mathematically rigorous methods in مکانیک آماری and the نظریه ارگودیک of سامانه پویا and their applications in فیزیک.                                                                    |
| ۱۹۹۸   | جایزه‌ای داده نشد      | جایزه‌ای داده نشد                                   | |
| ۱۹۹۹   | لاسلو لوواش           | مجارستان · ایالات متحده آمریکا                     | for his outstanding contributions to ترکیبیات، theoretical علوم رایانه and بهینه‌سازی ترکیبیاتی. |
| ۱۹۹۹   | الیاس م. ستاین        | ایالات متحده آمریکا                                | for his contributions to classical and Euclidean Fourier analysis and for his exceptional impact on a new generation of analysts through his eloquent teaching and writing.                                                   |
| ۲۰۰۰   | رائول بات             | مجارستان · ایالات متحده آمریکا                     | for his deep discoveries in توپولوژی and هندسه دیفرانسیل and their applications to Lie groups, عملگر دیفرانسیلی and ریاضی فیزیک.                                                                                              |
| ۲۰۰۰   | ژان پیِر سِر            | فرانسه                                             | for his many fundamental contributions to توپولوژی، هندسه جبری، جبر، and نظریه اعداد and for his inspirational lectures and writing.                                                                                          |
| ۲۰۰۱   | ولادیمیر آرنولد       | اتحاد جماهیر شوروی · روسیه                         | for his deep and influential work in a multitude of areas of mathematics, including سامانه پویا، معادله دیفرانسیل، and singularity theory.                                                                                    |
| ۲۰۰۱   | ساهارُن شِلاح           | اسرائیل                                            | for his many fundamental contributions to منطق ریاضی and نظریه مجموعه‌ها، and their applications within other parts of mathematics.                                                                                            |
| ۲۰۰۲/۳ | میکیو ساتو            | ژاپن                                               | for his creation of algebraic analysis, including hyperfunction theory and microfunction theory, holonomic quantum field theory, and a unified theory of سالیتون equations.                                                   |
| ۲۰۰۲/۳ | جان تیت               | ایالات متحده آمریکا                                | for his creation of fundamental concepts in نظریه جبری اعداد. |
| ۲۰۰۴   | جایزه‌ای داده نشد      | جایزه‌ای داده نشد                                   | |
| ۲۰۰۵   | گرگوری مارگولیس       | اتحاد جماهیر شوروی · روسیه                         | for his monumental contributions to جبر، in particular to the theory of مشبکه (گروه) in semi-simple Lie groups, and striking applications of this to نظریه ارگودیک، نظریه نمایش، نظریه اعداد، ترکیبیات، and اندازه (ریاضیات). |
| ۲۰۰۵   | سرگئی نوویکوف         | اتحاد جماهیر شوروی · روسیه                         | for his fundamental and pioneering contributions to توپولوژی جبری and توپولوژی دیفرانسیل، and to ریاضی فیزیک، notably the introduction of algebraic-geometric methods.                                                        |
| ۲۰۰۶/۷ | استیو اسمیل           | ایالات متحده آمریکا                                | for his groundbreaking contributions that have played a fundamental role in shaping توپولوژی دیفرانسیل، سامانه پویا، اقتصاد ریاضی، and other subjects in mathematics.                                                         |
| ۲۰۰۶/۷ | هیلِل فورستِنبِرگ        | ایالات متحده آمریکا · اسرائیل                      | for his profound contributions to نظریه ارگودیک، احتمالات، topological dynamics, analysis on symmetric spaces and نظریه ارگودیک.                                                                                              |
| ۲۰۰۸   | پیر دِلین              | بلژیک                                              | for his work on mixed Hodge theory; the Weil conjectures; the Riemann-Hilbert correspondence; and for his contributions to حساب.                                                                                              |
| ۲۰۰۸   | فیلیپ گریفیتس         | ایالات متحده آمریکا                                | for his work on variations of Hodge structures; the theory of periods of abelian integrals; and for his contributions to هندسه دیفرانسیل.                                                                                     |
| ۲۰۰۸   | دیوید ممفورد          | ایالات متحده آمریکا                                | for his work on رویه جبری; on geometric invariant theory; and for laying the foundations of the modern algebraic theory of moduli of curves and theta functions.                                                              |
| ۲۰۰۹   | جایزه‌ای داده نشد      | جایزه‌ای داده نشد                                   | |
| ۲۰۱۰   | شینگ تونگ یائو        | ایالات متحده آمریکا · (چینی-آمریکایی)              | for his work in geometric analysis that has had a profound and dramatic impact on many areas of geometry and physics. |
| ۲۰۱۰   | دنیس سالیوان          | ایالات متحده آمریکا                                | for his innovative contributions to توپولوژی جبری and conformal dynamics. |
| ۲۰۱۱   | جایزه‌ای داده نشد      | جایزه‌ای داده نشد                                   | |
| ۲۰۱۲   | مایکل آشباکِر          | ایالات متحده آمریکا                                | به خاطر کارش روی نظریه گروه متناهی. |
| ۲۰۱۲   | لوئیس کافارِلّی         | آرژانتین · ایالات متحده آمریکا                     | به خاطر کارش روی معادله دیفرانسیل با مشتقات پاره‌ای. |
| ۲۰۱۳   | George D. Mostow      | ایالات متحده آمریکا                                | for his fundamental and pioneering contribution to geometry and Lie group theory. |
| ۲۰۱۳   | مایکل آرتین           | ایالات متحده آمریکا                                | for his fundamental contributions to algebraic geometry, both in commutative and noncommutative. |
| ۲۰۱۴   | پیتر سارناک           | آفریقای جنوبی · ایالات متحده آمریکا                | for his deep contributions in analysis, number theory, geometry, and combinatorics. |
| ۲۰۱۵   | جیمز آرتر             | کانادا                                             | for his monumental work on the trace formula and his fundamental contributions to the theory of automorphic representations of reductive groups.                                                                              |
| ۲۰۱۶   | جایزه ای داده نشد     | جایزه ای داده نشد                                  | |
| ۲۰۱۷   | ریچارد اسکون          | ایالات متحده آمریکا                                | for his contributions to geometric analysis and the understanding of the interconnectedness of partial differential equations and differential geometry.                                                                      |
| ۲۰۱۷   | چارلز ففرمن           | ایالات متحده آمریکا                                | for his contributions in a number of mathematical areas including complex multivariate analysis, partial differential equations and sub-elliptical problems.                                                                  |
| ۲۰۱۸   | الکساندر بیلینسون     | ایالات متحده آمریکا                                | for their work that has made significant progress at the interface of geometry and mathematical physics. |
| ۲۰۱۸   | ولادیمیر درینفلد      | روسیه · ایالات متحده آمریکا                        | for their work that has made significant progress at the interface of geometry and mathematical physics. |
| ۲۰۱۹   | Jean-Francois Le Gall | فرانسه                                             | for his several deep and elegant contributions to the theory of stochastic processes. |
| ۲۰۱۹   | Gregory Lawler        | ایالات متحده آمریکا                                | for his comprehensive and pioneering research on erased loops and random walks. |
| ۲۰۲۰   | سایمون دونالدسون      | بریتانیا                                           | for their contributions to differential geometry and topology. |
| ۲۰۲۰   | یاکوف الیاشبرگ        | ایالات متحده آمریکا                                | for their contributions to differential geometry and topology. |
| ۲۰۲۱   | جایزه ای داده نشد     | جایزه ای داده نشد                                  | |